# LOVE CLASSICS
『LOVE CLASSICS』（ラブ クラシックス）は、日本の歌手・浜崎あゆみのリミックス・アルバム。2015年1月28日にavex traxより発売。タイトル中の「A」はロゴ表記。

## 解説
クラシック・アルバムとしては2013年の『A Classical』以来、約2年ぶりのリリースである。本作のジャケットは、イラストレーターの宮島亜希が手掛けている。

## 収録曲
1. Voyage "パッヘルベルのカノン" [4:50]
編曲：Nobuaki Nobusawa
2. SEASONS "ドヴォルザーク: 家路(交響曲第9番『新世界より』〜第2楽章)" [4:21]
編曲：Kei Yoshikawa
3. Days "ヴィヴァルディ: ヴァイオリン協奏曲集『四季』〜「冬」第2楽章" [5:59]
編曲：Yuko Fukushima
4. TO BE "バッハ: 平均律クラヴィーア曲集 第1巻 第1曲 プレリュード" [5:11]
編曲：Hiroaki Tsutsumi
5. YOU "ペツォールト: メヌエット(バッハのメヌエット)" [5:44]
編曲：Clark Bishop
6. Virgin Road "ショパン: 雨だれのプレリュード" [6:03]
編曲：Nobuaki Nobusawa
7. Dearest "ドヴォルザーク: ユーモレスク第7番" [5:04]
編曲：Hiroaki Tsutsumi
8. HONEY "ヘンデル: オラトリオ『メサイア』〜ハレルヤ・コーラス" [4:43]
編曲：Nobuaki Nobusawa
9. winding road "ドビュッシー: 前奏曲集第1巻〜亜麻色の髪の乙女" [4:35]
編曲：Nobuaki Nobusawa
10. Who... "エルガー: 愛の挨拶" [4:52]
編曲：Nobuaki Nobusawa